# Salvia xanthotricha
Salvia xanthotricha là một loài thực vật có hoa trong họ Hoa môi. Loài này được Harley ex E.P.Santos mô tả khoa học đầu tiên năm 2004.